# Voltone di San Pietro

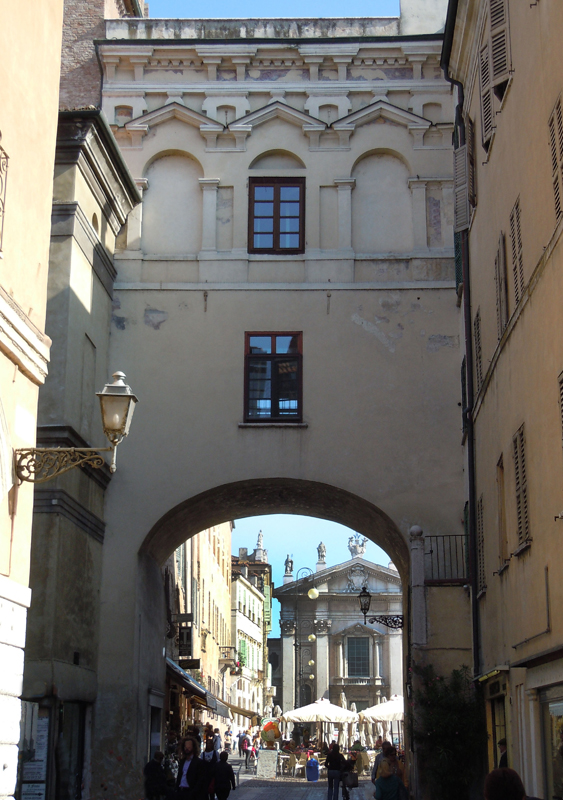
Voltone di San Pietro

Der Voltone di San Pietro oder Porta di San Pietro war bis zum Ende des 13. Jahrhunderts eines von drei antiken Toren von Mantua, die, in den ersten Mauerring der Stadt eingefügt, den Zugang zur Piazza San Pietro (heute Piazza Sordello), dem Zentrum der civitas vetus von Mantua, verschlossen.

## Geschichte
Pinamonte dei Bonacolsi, erster Herr von Mantua, wollte einige Jahre nach seiner Machtübernahme im Jahr 1272 seinen befestigten Fürstenhof innerhalb der Altstadt errichten. Zunächst wurden zwei Gebäude neben der Porta San Pietro, die an den fossato dei bovi (heute Via Accademia) grenzen, erworben, später einige mittelalterliche Gebäude neben dem Torre della Gabbia, dem künftigen Machtsymbol der Familie Bonacolsi, das der Familie Acerbi gehörte.
Die verschiedenen Gebäude waren durch eine Brücke verbunden, die im Jahr 1574 von dem herzoglichen Architekten Giovan Battista Bertani überdacht und später „Voltone di San Pietro“ genannt wurde.
Die Expansion der Bonacolsi setzte sich Ende des 13. Jahrhunderts mit dem Bau des prestigeträchtigsten Palastes, des Palazzo Bonacolsi, fort, der als Familiensitz bestimmt war.